# Martin Kersten
Martin Kersten (* 28. April 1906 in Zittau; † 24. August 1999 in Braunschweig) war ein deutscher Metallphysiker.

## Leben und Wirken

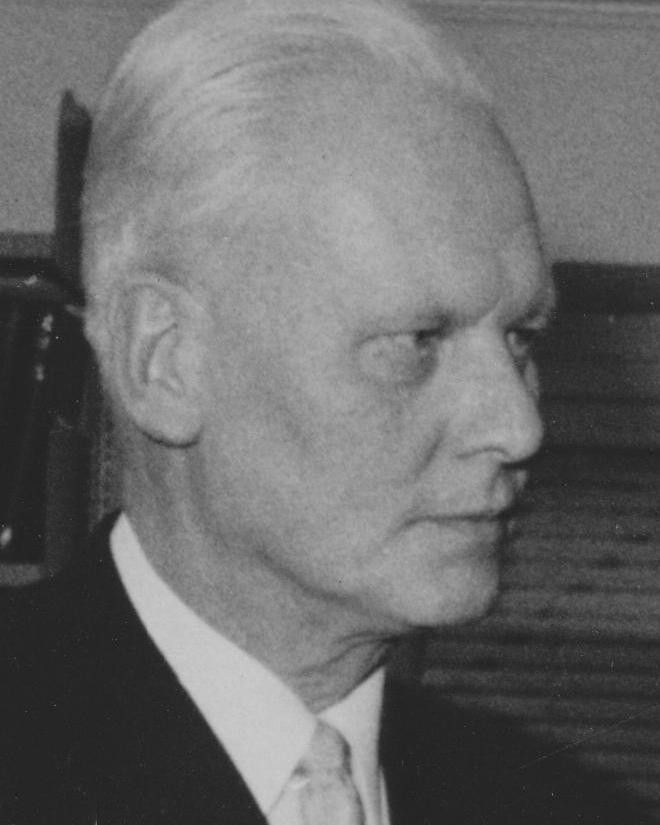
Martin Kersten, 1966 in Göttingen

Kersten bekam 1925 das Reifezeugnis des Falk-Realgymnasiums in Berlin. Anschließend arbeitete er als Hochschulpraktikant in verschiedenen Betrieben der AEG und begann 1926 an der TH Berlin sein Studium in der Fachrichtung Physik. Im Februar 1931 bestand er die Diplomprüfung an der TH Berlin mit Auszeichnung.
Schon im Oktober 1930 begann er seine 16-jährige Berufstätigkeit bei der Siemens & Halske AG. In dieser Zeit verfasste er über 20 wissenschaftliche Publikationen, die sich mit ferromagnetischen Werkstoffen befassten.
Nach eigenen Angaben war Kersten nie Mitglied der NSDAP oder eines ihrer Glieder.
Er erwarb 1942 den Titel eines Doktor-Ingenieurs an der TH Stuttgart. Nach dem Krieg folgte er 1946 der Berufung an die TH Dresden und wurde dort Leiter des physikalischen Institutes. Drei Jahre später, 1949, wurde Kersten zum ordentlichen Mitglied der Sächsischen Akademie der Wissenschaften gewählt. 1947 wechselte er an die Friedrich-Schiller-Universität Jena als Vertretung für den als Spezialisten in die Sowjetunion internierten Wilhelm Schütz, der 1952 nach Jena zurückkehrte. Ab August 1951 übernahm er die Leitung der Laboratorien der Vacuumschmelze AG in Hanau. Im Jahr 1955 wechselte Kersten an die RWTH Aachen, wo er als Ordinarius für Experimentalphysik mit dem Hauptarbeitsgebiet Ferromagnetismus übernommen wurde.
Schließlich folgte er im Jahr 1961 eine Berufung zum Präsidenten der Physikalisch-Technischen Bundesanstalt in Braunschweig, was er bis 1969 blieb. Darüber hinaus war er Mitglied im Comité International des Poids et Mesures (CIPM), Präsident der Deutschen Physikalischen Gesellschaft, Mitglied der Europäischen Physikalischen Gesellschaft und im Präsidium des Deutschen Normenausschusses. 1964 wurde er Mitglied der Braunschweigischen Wissenschaftlichen Gesellschaft.
Für seine Verdienste wurde Kersten im Jahr 1968 mit dem Großen Verdienstkreuz des Verdienstordens der Bundesrepublik Deutschland ausgezeichnet.

## Werke
- Grundlagen einer Theorie der ferromagnetischen Hysterese und der Koerzitivkraft. Hirzel, Leipzig 1943
- Neuere Versuche zur physikalischen Deutung technischer Magnetisierungsvorgänge. Westdeutscher Verlag, Köln / Opladen 1958
- Reformen an höheren Schulen und Hochschulen. Gemeinnützige Verwaltungsgesellschaft für Wissenschaftspflege, Essen-Bredeney [1964]